# Haeng Ung Lee
Haeng Ung ("H.U.") Lee (20 de julho de 1936 - 5 de outubro de 2000) foi o fundador, presidente e primeiro Grande Mestre da American Taekwondo Association.
Haeng Ung Lee, criador do estilo Songahm de Taekwondo, 10º Dan.
Citação "Na Vitoria seja Humilde, Na Derrota seja Forte, e em todos os outros embates Seja Justo"